# Conjunto Rumbavana
Conjunto Rumbavana était un groupe musical cubain créé en 1955. Son directeur était le pianiste Joseíto González. Dans son répertoire il avait des rythmes de boléro, guaracha, cha-cha-cha, son cubain, conga et danzón.

## Membres
- Piano : Joseíto González
- Chanteurs : Fernando Gonzalez, Guido Soto, Onelio Pérez, Oreste Macías, Ricardito Pérez
- Basse : Silvio Vergara "Cuco"
- Trompettes : Jorge Puig, Gilberto Azcuy, Osvaldo Morales "Pipo", Rigoberto Calderón, Manuel "El Burro", Eloy Abreu
- Conga : Rolando Sigler "Pica Pica", Ricardo Ferro
- Bongo : Tino Alonso "Papá Gofio"